# Paralimnophila grampiana
Paralimnophila grampiana är en tvåvingeart som beskrevs av Günther Theischinger 1996. Paralimnophila grampiana ingår i släktet Paralimnophila och familjen småharkrankar. Inga underarter finns listade i Catalogue of Life.